# Jesenovo
Jesenovo este o localitate din comuna Zagorje ob Savi, Slovenia, cu o populație de 284 de locuitori.